# گلومرولوپاتی
گلومرولوپاتی (انگلیسی: Glomerulopathy) گروهی از بیماری‌ها هستند که به گلومرول‌های کلیه آسیب می‌زنند مانند گلومرولوپاتی پرولیفراتیو. به التهاب گلومرول‌ها گلومرولیت گفته می‌شود.